# Archidikasta
Archidikasta es una expresión compuesta derivada de los términos griegos arche (‘puesto’ ‘cargo’) y del verbo dikadso (‘ser juez’). Refiere a la autoridad judicial de la era helénica que conocía el Egipto ptolemaico y operaba en casos jurídicos de tal índole. Se conoce de ellos que fueron destacados funcionarios que intervenían en la administración judicial de Alejandría, donde asistían los demandantes si las resoluciones decretadas por los “crematistas” o jueces ambulantes eran rechazadas; no obstante el cometido principal de estos personajes se desconoce. Durante la dominación romana la jurisdicción y el dominio del archikista se incrementó en Egipto, en una era donde las legislaciones vigentes locales eran toleradas por los invasores. El archidikasta era elegido a partir de una corte suprema formada por 30 miembros, en Alejandría, como testimonian las narraciones de Estrabón y de Diodoro Sículo. Según Estrabón, era el katalogeion (el que controlaba los archivos centrales) quien desempeñaba las funciones del archidikasta, pero lo cierto es que intervenía la justicia desde el gobierno central, en combinación al iuridicus, al epistratego y al procurador del idios logos, el cual administraba el material fiscal.